# Пелемеш (река)
Пелемеш (тат. Олы Пеләмеш) — река в Агрызском районе Татарстана, левый приток реки Бима (бассейн Ижа).
Длина реки 15 км (с Большим Пелемешем), площадь водосборного бассейна — 57,9 км². Протекает по Сарапульской возвышенности. Исток Большого Пелемеша в 5,5 км к северо-западу от села Пелемеш. В верховьях течёт на юг, затем поворачивает на восток, протекает в 1 км к северу от упомянутого села и сливается с Малым Пелемешем в 1 км к востоку от села (других населённых пунктов в бассейне нет). После слияния река носит название Пелемеш. Впадает в Биму в 36 км от устья по левому берегу (посредине между сёлами Исенбаево и Бима).
Основной приток — Малый Пелемеш (правый, длина 7 км, протекает через село Пелемеш).
В устьевой части реку пересекает автодорога Красный Бор — Исенбаево.

## Гидрология
Река со смешанным питанием, преимущественно снеговым. Замерзает в начале ноября, половодье обычно в первой декаде апреля. Густота речной сети территории бассейна 0,34 км/км², лесистость 26 %.

## Данные водного реестра
По данным государственного водного реестра России относится к Камскому бассейновому округу, водохозяйственный участок реки — Иж от истока до устья, речной подбассейн реки — бассейны притоков Камы до впадения Белой. Речной бассейн реки — Кама.
Код объекта в государственном водном реестре — 10010101212111100027446.